# 山村熊次郎
山村 熊次郎（やまむら くまじろう、1886年（明治19年）8月21日 - 1949年（昭和24年）8月8日）は、日本の点字出版社の創設者、点字雑誌の創刊者、社会事業家である。少年時代の失明により、視覚障害者が読める点字書籍の不足を痛感し、視覚障害者に情報保障を行うため、点字医学書・点字医学雑誌、日本初の視覚障害者向け通信大学講義録の点訳出版を手掛けた。

## 来歴
1886年（明治19年）、三重県名張町（現・名張市）で商家の三男に生まれる。1902年（明治35年）に緑内障を発症した。
1906年（明治39年）に京都府立盲学校に入学、YMCAの英語夜学校で英語を学ぶ。1909年（明治42年）に同針按科を卒業した。卒業後は大阪市内の病院に就職する。
1922年（大正11年）12月、小林卯三郎ら恩師と会合し、日本点字社の開設を決意する。1923年（大正12年）1月、大阪市南区天王寺真法院（現在は天王寺区内）の自宅に「日本点字社」の看板を掲げる。3月に雑誌『点字治療新報』を創刊した。1924年（大正13年）には図書の出版も始める。1932年（昭和7年）、早稲田大学講義録の点字訳『点字早稲田大学文学講義』シリーズの刊行を開始する。
この間、1931年（昭和6年）、心臓の変調が始まる。1934年（昭和9年）9月には、室戸台風により自宅と日本点字社が大きな被害を受ける。
1944年（昭和19年）、戦災激化のため、盲学校の閉鎖・疎開が始まる。同年3月に日本点字社は大阪新聞社に吸収されたが、『点字治療新報』は続いて刊行された。
1945年（昭和20年）6月、大阪空襲により日本点字社は壊滅した。
1949年（昭和24年）7月、点字雑誌『三療医界』を発刊する（製版・印刷は京都点字社）。8月8日、脳卒中のため倒れ、同月16日に死去した。享年64（満62歳没）。

## 業績・活動

### 日本点字社の創設・点字治療新報の創刊
日本点字社は1922年2月に創立された点字出版社である。
1922年（大正11年）12月16日に京都市立盲唖院教諭である近藤煥一宅に小畠謹一・山村熊次郎・小林卯三郎らが会合し、鍼按業者のための専門雑誌を発行する計画を協議。1923年（大正12年）1月、山村は自宅を改造して日本点字社の看板を掲げ、事業をスタートした。
医学専門書の点訳への意思を持っていた山村は、病院勤務の傍ら点字出版社の創設の必要性を周囲に説いて回っていた。そんな中、京都府立盲学校時代の恩師である、奈良盲学校創設者であり小林卯三郎が点字製版機の貸し出しと出版社創設への協力を申し出、軌道に乗り始めた。1923年3月には『点字治療新報』を創刊する。編集は小林卯三郎があたり、山村は仲村製足踏み式製版機を使って印刷し、各盲学校の鍼按科や著名人に寄贈した。雑誌では、毎号・鍼灸・按摩の新学説を紹介した。
盲学校の鍼按科を卒業し大阪市内の病院で働きはじめた山村は、その就業経験を通して、大学卒の晴眼者である医師と視覚障害を持つ按摩師である自身の専門知識や社会的地位の隔たりを自覚するに至った。西洋医学の科学的知識と方法論の進歩は目覚ましく、これには盲学校で学んだ鍼灸按摩等の東洋医学の陰陽五行の哲学と経験の蓄積では太刀打ちできないと山村には感じられた。そこで山村は、点字医学書である『点字解剖学』を岡山大学医学部の関正次に依頼して書き下ろしてもらい点字出版した。山村は他にも『病理学提要』『最新生理学」『電気生理学』『点字解剖学』などの点字図書を刊行している。

### 視覚障害者支援器具の開発
山村には発明の才があり、点字速記器・電気治療器・軽便墨字タイプライター・施灸器具など視覚障害者の生活や仕事を便利にするを多数開発し、実用化した。

## 主要刊行書・雑誌
- 点字雑誌『点字治療新報』日本点字社、1923年
- 点字雑誌『三療医界』京都点字社、1949年